# Magnolia ×wugangensis
Hybride
Parent  A  de l'hybridation 
   ? M. biondii 
×

Parent  B  de l'hybridation 
  M. denudata 
Magnolia ×wugangensis est une espèce hybride de plantes à fleurs de la famille des Magnoliaceae originaire de Chine.